# 龙切洛
龙切洛（義大利語：Roncello），是意大利蒙萨和布里安萨省的一个市镇。总面积3平方公里，人口3759人，人口密度1253.0人/平方公里（2009年）。ISTAT代码为015186。

## 友好城市
- 波蘭Nowy Duninów（英语：Gmina Nowy Duninów）